# Стра
Стра (итал. Stra) — коммуна в Италии, располагается в провинции Венеция области Венеция.
Население составляет 7247 человек (на 2004 год), плотность населения составляет 669 чел./км². Занимает площадь 8 км². Почтовый индекс — 30039. Телефонный код — 049.
Покровителями коммуны почитаются святой Лаврентий и святая Марфа.

## Достопримечательности
- Вилла Пизани (Стра)